# Kalanga (taal)
Kalanga, Ikalanga of Tjikalanga is een Bantoetaal die wordt gesproken door de Kalanga. Het is bekend door zijn extensieve taalklankinventaris, dat zachte klanken bevat. Het is verwant aan KheLobedu, dat wordt gesproken in Noordoostelijk Zuid-Afrika.

## Classificatie
Kalanga heeft de volgende dialecten: Nambya, Lilima, Nyai, Lemba, Lembethu, Twamamba, Pfumbi, Jaunda en de uitgestorven dialecten †Romwe, †Peri en †Talahundra.